# Kaplak
Káplak er den procentdel af et skibs fragt, som tilfalder skipperen for god behandling af fragten. Udtrykket kommer fra hollandsk og betyder oprindeligt 'stof til en hue'. Dette hentyder til, at skipperen skulle modstå fristelsen til at gå under dæk i dårligt vejr. Som Salmonsens Konversationsleksikon udtrykker det :
Káplak, et Tillæg til Fragten af visse Procent af dennes Beløb ved Transport til Søs. Denne ejendommelige Udstykning af Fragten i to Dele har en hist. Forklaring. Det havde nemlig fra gl Tid været Skik, at Befragteren gav Skipperen en Godtgørelse, K., for at han skulde varetage hans Interesser godt under Rejsen. Betegnelsen kommer af det holl. kaplaken, Tøj til en Hue ell. Hætte (kap), hvilket gaves Skipperen in natura, for at han ikke skulde fristes til at gaa under Dækket i ondt Vejr. I nyere Tid har man indset, at det ikke er heldigt, at Skipperen, der under Rejsen skal varetage alle Interesser lige vel, saaledes modtager Drikkepenge af Befragteren. Nordisk Sølov bestemmer derfor i § 60, at Skipperen i Regnskabet skal godskrive Reder enhver Godtgørelse, som han modtager af Befragter, Ladningsejer e. a., med hvem han i egenskab af Skipper har haft med at gøre. – Derimod er der naturligvis intet til Hinder for, at Rederen i St f. ell. foruden Hyren tilsiger Skibsføreren som Vederlag for hans Tjeneste Procenter af Skibets Fragt, hvilke Procenter ogsaa benævnes K. Gyldigheden af en saadan Aftale er udtrykkelig forudsat i Sølovens § 68 saavel som i § 8 i det af den fælles nordiske Kommission til Sølovens Revision i Foraaret 1921 afgivne Udkast til en Sømandslov. (L.A.G.). E.T. (Salmonsens Konversationsleksikon, 2. Udgave, Bd. XIII, s. 536)